# Peter Dietrich (Fußballspieler)
Peter Dietrich (* 6. März 1944 in Neu-Isenburg) ist ein ehemaliger deutscher Fußballspieler.

## Laufbahn

### Beginn und Regionalliga Süd, bis 1966
In seiner Heimatstadt Neu-Isenburg begann die Laufbahn des Fußballspielers. Mit 19 Jahren spielte er mit der heimischen Spvgg. 03 Neu-Isenburg in der neu geschaffenen Regionalliga Süd. Die Spielvereinigung spielte seit der Runde 1956/57 in der 2. Liga Süd und hatte sich nach Gründung der Bundesliga für den Unterbau, die Regionalliga Süd, qualifiziert. Den ersten Einsatz hatte der Nachwuchsspieler am 15. September 1963, dem siebten Spieltag, beim Auswärtsspiel gegen den SV Waldhof Mannheim. Sein erstes Tor gelang ihm zwei Spieltage später, am 6. Oktober 1963 beim 1:1 gegen den ESV Ingolstadt-Ringsee. Die Rot-Weißen vom Buchenbusch stiegen nach 38 Spieltagen mit 27:49 Punkten in die hessische Amateurliga ab. Der Nachwuchsspieler hatte in 29 Einsätzen acht Tore erzielt.
Dietrich nahm ein Angebot des ESV Ingolstadt an und wechselte 1964 nach Oberbayern. Unter Trainer Emil Izsó wurde der 20-Jährige auch bei den Schwarz-Weißen zum Stammspieler und belegte am Rundenende 1964/65 mit seinem neuen Verein den 12. Platz. In 29 Pflichtspielen hatte der Neuzugang aus Neu-Isenburg neun Treffer erzielt. Im zweiten Jahr in Ingolstadt erlebte er aber wieder den Abstieg aus der Regionalliga. Trotz des zwölfmaligen Amateurnationalstoppers Wilhelm Zott und des Torschützenkönigs der Regionalliga Süd, Willibald Mikulasch mit 29 Treffern, an der Seite des Mittelfeldspielers Peter Dietrich, der wiederum 29 Spiele für den ESV bestritten hatte und dabei acht Tore erzielte, stieg der ESV Ingolstadt als 16. in der Saison 1965/66 aus der Regionalliga Süd ab. Insgesamt hat Dietrich von 1963 bis 1966 in der Fußball-Regionalliga Süd 87 Spiele absolviert und dabei 25 Tore erzielt.

### Bundesliga, Rot-Weiss Essen 1966 bis 1967
Der Vizemeister der Regionalliga West 1965/66, Rot-Weiss Essen, hatte sich in der Aufstiegsrunde 1966 gegen FC St. Pauli, 1. FC Saarbrücken und 1. FC Schweinfurt 05 durchgesetzt und war in die Bundesliga aufgestiegen. Zu den Neuzugängen für die Elf von der Hafenstraße zählte neben Torhüter Fred-Werner Bockholt (VfB Bottrop) und Mittelfeldspieler Heinz Simmet (Borussia Neunkirchen) auch Peter Dietrich. Trainer Fritz Pliska setzte ihn bereits im Startspiel der Saison 1966/67, am 20. August 1966, beim MSV Duisburg ein. Da RWE in der Rückrunde nur noch mit dem 3:1-Erfolg gegen den Karlsruher SC im März 1967 ein Heimsieg gelang – insgesamt kamen die Rot-Weißen auf sieben Unentschieden im Georg-Melches-Stadion – war Dietrich beim dritten Abstieg eines Vereines beteiligt. RWE stieg im Sommer 1967 aus der Bundesliga ab und der Ex-Neu-Isenburger wechselte nach 28 Bundesligaspielen und drei Toren zu Borussia Mönchengladbach.

### Borussia Mönchengladbach und Nationalmannschaft, 1967 bis 1971
Trainer Hennes Weisweiler hatte im Sommer 1967 die Abgänge der zwei Stürmer Jupp Heynckes und Bernd Rupp zu verschmerzen. Er versuchte den sportlichen Verlust durch die Neuzugänge Peter Meyer, Klaus Ackermann und Peter Dietrich aufzufangen. Bereits am ersten Spieltag der Runde 1967/68, am 19. August 1967 beim 4:3-Erfolg auf Schalke, hatte er die Mittelfeldbesetzung mit Dietrich, Günter Netzer und Herbert Laumen auf das Feld geschickt. Es war die „klassische“ Formation des 4:3:3-Systems mit einem defensiven, einem spielmachenden und einem offensiven Mittelfeldspieler. Dietrich vertraute Weisweiler die defensive Absicherung im Gladbacher Mittelfeld an. Er interpretierte diese Rolle mit großer Laufbereitschaft, taktischer Disziplin und feiner Kombinationsgabe. Dietrich kam auf Anhieb im „Fohlen“-Team auf 32 Einsätze und erreichte mit dem Verein den dritten Tabellenplatz. Durch eine Rückenoperation kam er in der Runde 1968/69 nur zu zehn Spielen. Mit dem gesunden Peter Dietrich, er bestritt 33 Spiele mit fünf Toren, holte Mönchengladbach 1970 die erste deutsche Meisterschaft an den Bökelberg.
Durch seine konstant gute Leistung im Meisterteam berief ihn Bundestrainer Helmut Schön zum Abschlusslehrgang der Nationalmannschaft für die Fußball-Weltmeisterschaft 1970 in Mexiko vom 4. bis 14. Mai 1970 in die Sportschule Malente. Im Rahmen dieses Lehrganges wurden zwei letzte Vorbereitungsländerspiele ausgetragen: Am 9. Mai in West-Berlin gegen Irland und am 13. Mai in Hannover gegen Jugoslawien. In West-Berlin wurde Dietrich in der 46. Spielminute für Jürgen Grabowski eingewechselt und feierte damit sein Länderspieldebüt. In Hannover kam er nicht zum Einsatz. Er gehörte dem 22er-Kader für die Weltmeisterschaft an, verletzte sich aber im Training (er knickte um) und konnte so seine Chance auf einen Einsatz nicht wahrnehmen. Nach der Weltmeisterschaft gehörte er nochmals dem Kader für das Länderspiel am 17. Oktober 1970 in Köln gegen die Türkei an.
Als Mitglied des Kaders für diese Weltmeisterschaft erhielt er – wie alle anderen für die Spiele aufgebotenen Kadermitglieder – das Silberne Lorbeerblatt.
In der Saison 1970/71 gelang es Mönchengladbach als erste Mannschaft in der Bundesliga, die deutsche Meisterschaft zu verteidigen. Dietrich bestritt dabei 28 Spiele mit drei Toren. Sportlich herausragend waren in dieser Runde auch die Spiele im Europa-Cup der Meister gegen den FC Everton. In beiden Spielen gegen den englischen Meister aus Liverpool stand Dietrich im Mittelfeld der Gladbacher. Im Heimspiel trennte man sich ebenso wie auf der Insel mit 1:1 Toren. Da auch die Verlängerung keine Entscheidung im Goodison-Park am 4. November 1970 brachte, entschied das Elfmeterschießen mit 4:3 für die Engländer.

### Werder Bremen und Karriereende, 1971 bis 1976
Nach vier Runden am Bökelberg nahm Dietrich 1971 gemeinsam mit seinem Mannschaftskollegen Herbert Laumen ein Angebot von Werder Bremen zu einem Wechsel an die Weser an. Bei Bremen kam Dietrich, dem die tragende Rolle im Mittelfeld zugedacht war, durch Krankheit und Verletzung nur zu acht Spielen in der Runde 1971/72. In fünf Runden bei Werder Bremen, 1971/72 bis 1975/76, reichte es nie zu einem Spitzenplatz. Sein letztes Bundesligaspiel bestritt Dietrich am 21. Februar 1976 bei der 0:1-Niederlage gegen Eintracht Braunschweig noch unter Trainer Herbert Burdenski. Gegen Braunschweig spielte Werder im Mittelfeld mit Röber, Hiller, Dietrich und Bracht. Als Otto Rehhagel ab dem 29. Februar das Traineramt an der Weser übernahm, kam Dietrich nicht mehr zum Einsatz und beendete im Sommer 1976 mit 82 Spielen und sieben Toren für Werder Bremen seine Karriere. Er absolvierte zwischen 1966 und 1976 in der höchsten deutschen Spielklasse 213 Spiele und erzielte 21 Tore.
Durch seine Verletzungsanfälligkeit war Peter Dietrich oftmals zu einem kräfteraubenden Neuanfang gezwungen. Bereits im Jahre 1968 hatte er seine erste Rückenoperation zu überstehen. Es folgten zwei weitere Operationen, Meniskus-, Leisten- und Achillessehnenbeschwerden. Offenbar führte eine chronische Bindegewebeschwäche zu diesen Anfälligkeiten.